# Águeda (freguesia)
Pour les articles homonymes, voir Águeda (homonymie).
Águeda est une ancienne paroisse civile portugaise (en portugais : freguesia) de la municipalité d'Águeda dans le district d'Aveiro. 
La loi no 11-A/2013 du 28 janvier 2013, portant réorganisation administrative du territoire des freguesias, fusionne Águeda avec la paroisse voisine de Borralha pour former l’União das freguesias de Águeda e Borralha (dont le siège est à Águeda).